# Cuochi d'Italia All Stars
Cuochi d'Italia All Stars è un programma televisivo italiano condotto da Cristiano Tomei e trasmesso su TV8 dal 12 ottobre 2020. È uno spin-off del programma Cuochi d'Italia - Il campionato delle regioni, condotto da Alessandro Borghese. In questo spin-off, competono i vincitori delle varie edizioni del programma Cuochi d'Italia.

## Format
Nel programma si affrontano i migliori cuochi delle 12 edizioni di Cuochi d'Italia, a cui si aggiungono, nel secondo round, anche i 12 campioni. Viene assegnato per la prima volta il tegamino d'oro, che dà la possibilità ad un concorrente di essere ripescato con un torneo apposito.

## Edizioni
Riepilogo delle edizioni
| Edizione       | Conduttore      | Giuria           | Giuria                            | Numero puntate | Data d'inizio   | Data fine       | Rete | Vincitore             |
| -------------- | --------------- | ---------------- | --------------------------------- | -------------- | --------------- | --------------- | ---- | --------------------- |
| Prima edizione | Cristiano Tomei | Gennaro Esposito | ospite (diverso per ogni puntata) | 40             | 12 ottobre 2020 | 4 dicembre 2020 | TV8  | Rosita Merli (Umbria) |

### Prima edizione
La prima edizione del programma è in onda dal 12 ottobre 2020, in prima visione su TV8.